# 八廓街道
八廓街道（藏語：བར་སྐོར་，威利转写：bar skor），是中华人民共和国西藏自治区拉萨市城关区下辖的一个乡镇级行政单位。
2011年，撤销冲赛康街道并入八廓街道。

## 行政区划
八廓街道下辖以下地区：
绕赛社区、白林社区、鲁固社区、八廓社区、冲赛康社区、丹杰林社区和夏萨苏社区。